# Mallinella nigra
Mallinella nigra là một loài nhện trong họ Zodariidae.
Loài này thuộc chi Mallinella. Mallinella nigra được Robert Bosmans & Hillyard miêu tả năm 1990.